# Lövsjön (Dunkers socken, Södermanland)
Lövsjön är en sjö i Flens kommun i Södermanland och ingår i Nyköpingsåns huvudavrinningsområde.